# فین ولفهارد
فین ولفهارد (به انگلیسی: Finn Wolfhard) بازیگر و خواننده کانادایی است. او بیشتر به خاطر بازی در نقش مایک ویلر در سریال چیزهای عجیب (۲۰۱۶–اکنون) از نتفلیکس شناخته شده‌است. او همچنین در فیلم ترسناک آن (۲۰۱۷) و دنبالهٔ آن، آن: بخش دوم (۲۰۱۹)، شکارچیان روح: افترلایف (۲۰۲۱) و دنبالهٔ آن، شکارچیان روح: امپراتوری یخ‌زده (۲۰۲۴)، بازی کرده‌است.
به عنوان خواننده، ولفهارد در گروه موسیقی راک کلپرنیا به عنوان گیتاریست و خواننده فعالیت می‌کند. این گروه از سال ۲۰۱۷ شروع به کار کرد.

## زندگی هنری
فین ولفهارد در آخرین روزهای سال ۲۰۰۲ در ونکوور کانادا، در یک خانواده کاملاً هنری به دنیا آمد. پدر او فیلمنامه‌نویس و برادرش بزرگترش نیک مثل خودش بازیگر است و در زمینه صداپیشگی هم فعالیت داشته‌است. فین نقش نسبتاً کوتاهی در سریال ۱۰۰ نفر (مجموعه تلویزیونی) در نقش زوران و سریال سوپرنچرال (قسمت: نازک لیز) در نقش جوردی پینسکی برعهده داشت و از همین طریق پایش به دنیای بازیگری باز شد اما نقطه عطف کارنامه او بی شک بازی در سریال چیزهای عجیب بود که برایش شهرت و محبوبیتی بسیار زیاد به همراه داشت.منتقدان و تماشاگران بازی او در فیلم را ستودند و در نهایت هم در سال ۲۰۱۷ فین موفق شد در مراسم اتحادیه بازیگران به همراه دیگر هنرمندان سریال چیزهای عجیب جایزه بهترین تیم بازیگری سریال درام را از آن خود کند.
فین همچنین در فیلم ترسناک آن که بر اساس رمانی از استیون کینگ ساخته شده بازی کرده‌است که این فیلم در سپتامبر ۲۰۱۷ اکران و با استقبال خوب منتقدان و تماشاگران همراه بود. فین در فیلم در نقش پسری بنام ریچی بازی کرده‌است.

## فیلم‌شناسی

### سینما
| سال  | عنوان                              | نقش                    | یادداشت |
| ---- | ---------------------------------- | ---------------------- | ------- |
| ۲۰۱۷ | آن                                 | ریچی توزیر             |         |
| ۲۰۱۸ | روزهای سگی                         | تایلر                  |         |
| ۲۰۱۸ | هاوارد لاوکرف و سلسله دیوانگی      | هربرت وست (صداپیشه)    |         |
| ۲۰۱۹ | آن: بخش دوم                        | جوانی ریچی توزیر       |         |
| ۲۰۱۹ | سهره طلایی                         | جوانی بوریس            |         |
| ۲۰۱۹ | خانواده آدامز                      | پاگزلی آدامز (صداپیشه) |         |
| ۲۰۲۰ | چرخش                               | مایلز                  |         |
| ۲۰۲۰ | اومنیبوت: خیال پردازی یک قایق سریع |                        |         |
| ۲۰۲۱ | چگونه پایان می‌پذیرد                | ازرا                   |         |
| ۲۰۲۱ | شکارچیان روح: افترلایف             | ترور اسپنگلر           |         |
| ۲۰۲۲ | وقتی که نجات جهان را تمام کردی     | زیگی                   |         |
| ۲۰۲۲ | پینوکیوی گیرمو دل تورو             | شمعدان (صداپیشه)       |         |
| ۲۰۲۳ |                                    |                        |         |
| ۲۰۲۴ | شکارچیان روح: امپراتوری یخ‌زده      | ترور اسپنگلر           |         |
| ۲۰۲۴ | شنبه شب                            |                        |         |
| ۲۰۲۵ | افسانه اوچی                        | پترو                   | پس‌تولید |

### تلویزیون
| سال         | عنوان                | نقش              | یادداشت                      |
| ----------- | -------------------- | ---------------- | ---------------------------- |
| ۲۰۱۴        | ۱۰۰ نفر              | زوران            | قسمت: "بازگشت شاد"           |
| ۲۰۱۵        | سوپرنچرال            | جوردی پینسکی     | قسمت: "لیزی کاو"             |
| ۲۰۱۶–تاکنون | چیزهای عجیب          | مایکل/مایک ویلر  | نقش اصلی                     |
| ۲۰۱۷        | افسانه‌های ریاضی جوان | جوانی گاوس       |                              |
| ۲۰۱۷        | مسابقه لب‌خوانی       | خودش             | قسمت: "بازیگران چیزهای عجیب" |
| ۲۰۱۹–تاکنون | کارمن سندیگو         | بازیکن (صداپیشه) |                              |

### سریال اینترنتی
| سال  | عنوان                 | نقش  | یادداشت                                              |
| ---- | --------------------- | ---- | ---------------------------------------------------- |
| ۲۰۱۷ | مهمان‌های بدخلق        | خودش | ۲ قسمت                                               |
| ۲۰۱۷ | سوپرمگا               | خودش | قسمت: "آشپزی با فین ولفهارد"                         |
| ۲۰۱۸ | Ten Minute Power Hour | خودش | قسمت: "یتی در اسپاگتی من"                            |
| ۲۰۱۹ | براول استارز          | خودش | قسمت: "براول استارز با فین ولفهارد و کیلب مک لاگلین" |